# Richard Demarco
Richard Demarco (ur. 9 lipca 1930 w Portobello, obecnie dzielnicy Edynburga) – szkocki artysta współczesny i promotor sztuki, założyciel Traverse Theatre (Teatr Belki Poprzecznej, 1963) w Edynburgu. W 1966 wraz z przyjaciółmi założył Richard Demarco Gallery, odznaczony Złotym Medalem Gloria Artis.
Przez wiele lat jego galeria promowała kulturalne związki z Europą Centralną i Wschodnią, prezentując na terenie Szkocji takich artystów, jak Paul Neagu (1969), Marina Abramović (1973) czy Neue Slowenische Kunst (1986). Organizowała również wystawy współczesnej sztuki polskiej, rumuńskiej i jugosłowiańskiej, wyznaczając tym samym kierunek odbioru tej sztuki szkockim artystom.
Jego współpraca z Josephem Beuysem zaowocowała wieloma ważnymi przedstawieniami, takimi jak Strategy Get Arts (Strategia Brania (dostawania; rozumienia), 1970) czy Beuys' Hunger Strike (Strajk głodowy) podczas Jimmy Boyle Days (1980).
Szczególne godne uwagi są przedsięwzięcia podejmowane wraz z Tadeuszem Kantorem i grupą Cricot 2 w latach 70. i 80. – nieoficjalne wykonanie The Water Hen (Kurki wodnej) podczas festiwalu „Fringe” w Edynburgu odniosło wielki sukces. Cricot 2 powracał do Edynburga wielokrotnie. Demarco zainicjował również współpracę przy spektaklu Lovelies and Dowdies (Nadobnisie i koczkodany) między Beuysem (performer) i Kantorem (prowadzący).
Przez wiele lat, po tym, jak Scottish Arts Council (Szkocka Rada Sztuki) pozbawiła dotacji Jimmy’ego Boyle’a (w 1980), wraz z Josephem Beuysem wspierali tego artystę.
W latach 90. Demarco zaangażował się w Demarco European Art Foundation (Fundacja Sztuki Europejskiej Richarda Demarco).
Richard Demarco towarzyszył każdemu festiwalowi w Edynburgu. Od czasu powstania Edinburgh Festival „Fringe” (Edynburski Festiwal Skraj), największego festiwalu sztuki na świecie, aktywnie w nim uczestniczył i wspierał. Przez wiele lat zajmował się produkcjami teatralnymi, wystawami sztuki, wydarzeniami kulturalnymi oraz kierownictwem festiwalu „Fringe”.
W jego galerii zaczynało karierę wielu artystów. W przeciwieństwie do innych galerii, Galeria Demarco zawsze wspierała wartościowe projekty artystyczne, często ponosząc ryzyko finansowe z tym związane. W 1995 jego venue zaprosiło artystów z okupowanego wówczas Sarajewa oraz wystawiło instalację operową młodego Damiana Hirsta.
Od końca zimnej wojny do połowy lat 90. stracił poparcie środowiska artystycznego i sponsorów. Jego kontrowersyjny sposób bycia odsunął go od szkockiego życia artystycznego do czasu, gdy festiwal „Fringe” okazał się pełnym komercyjnym sukcesem. Ograniczył wtedy swoje zaangażowanie do współpracy z Rocket Venues.
Demarco zyskał sobie szerokie uznanie i szacunek środowisk artystycznych całego świata (przykładem może być doktorat Honoris Causa Akademii Sztuk Pięknych we Wrocławiu). To za jego sprawą edynburski „Fringe” zmienił się w największe na świecie święto sztuki.
Oprócz doktoratu Akademii Sztuk Pięknych we Wrocławiu, Richard Demarco był nagradzany doktoratem Honoris Causa przez inne uniwersytety w Europie i Ameryce Północnej. W latach 1993–2000 był Profesorem Kultury Europejskiej Uniwersytetu Kingston w Londynie.
Za znaczące osiągnięcia w propagowaniu polskiej kultury teatralnej na świecie w 1992 otrzymał nagrodę im. Stanisława Ignacego Witkiewicza przyznaną przez Zarząd Polskiego Ośrodka Międzynarodowego Instytutu Teatralnego.

## Odznaczenia
- Srebrny Medal „Zasłużony Kulturze Gloria Artis” (2007)[2]
- Złoty Medal „Zasłużony Kulturze Gloria Artis” (2012)[2]